# Michael Schumacher
Michael Schumacher (pronunciación en alemán: /mɪçaʔeːl ʃuːmaxɐ/ (escucharⓘ)) (Hürth-Hermülheim, Alemania Occidental; 3 de enero de 1969) es un expiloto alemán de automovilismo. Ha ganado siete veces el Campeonato Mundial de Fórmula 1: dos con el equipo Benetton en 1994 y 1995, y cinco con la escudería Ferrari entre 2000 y 2004, igualado con Lewis Hamilton y superando los cinco campeonatos conseguidos por Juan Manuel Fangio. Asimismo, fue subcampeón en 1998 y 2006, tercero en 1992, 1996 y 2005, cuarto en 1993 y quinto en 1999. En 1997 acabó subcampeón, aunque fue posteriormente descalificado sin puntos por una maniobra hacia Jaques Villeneuve. Es considerado por gran parte de los especialistas y aficionados como el mejor piloto de la historia del automovilismo.
Schumacher acumuló un total de 91 victorias, 68 poles, 77 vueltas rápidas y 155 podios, superando los números de Alain Prost, quien ostentaba récords en la década de los 90. Salvo las vueltas rápidas, esos récords fueron batidos por Lewis Hamilton en 2020. Si tenemos en cuenta el actual sistema de puntos, el Káiser contaría con 3890 puntos, siendo así el segundo piloto con más puntos en la historia de Fórmula 1, solo por detrás de Hamilton.
Tras retirarse de la Fórmula 1 en 2006, compitió en motociclismo de velocidad en 2007. Sin embargo, regresó a la categoría en 2010 a las órdenes de Ross Brawn en el equipo Mercedes. Se retiró de forma definitiva al terminar 2012 tras el anuncio del fichaje de Lewis Hamilton por las flechas de plata.
Tiene un hermano menor, Ralf Schumacher, que también fue piloto de Fórmula 1 y un medio hermano, Sebastian Stahl, que también fue piloto de automovilismo. Su hijo Mick Schumacher fue piloto de Fórmula 1 y actualmente es de resistencia. Anteriormente fue campeón de la Fórmula 3 Europea en 2018 y del Campeonato de Fórmula 2 de la FIA en 2020. También fue miembro de la Academia de pilotos de Ferrari. Su sobrino, David Schumacher (hijo de Ralf), también es piloto y disputó la Fórmula 3 y el DTM.
El 29 de diciembre de 2013, mientras disfrutaba de las vacaciones navideñas con su familia, sufrió un gravísimo accidente golpeándose en la cabeza mientras practicaba esquí en la estación invernal francesa de Méribel (en Les Allues, Saboya, Alpes franceses), al esquiar fuera de pista. Desde entonces, se desconoce el estado real de su salud, ya que la familia apenas da información al respecto.
En 2021, Netflix estrenó el documental Schumacher, basado en su vida y carrera profesional.

## Carrera

### Inicios
Schumacher se subió por primera vez a un kart a los cuatro años de edad. Su padre, Rolf, mecánico de la pista de karts de Kerpen, colocó un motor monocilíndrico de un ciclomotor a un kart a pedales. Fue progresando en el karting, especialidad en la que fue subcampeón del mundo júnior con 16 años, y posteriormente campeón alemán y europeo con 18 años.
En 1987, Schumacher se pasó a las fórmulas de promoción, donde fue campeón de la Fórmula König y sexto en la Fórmula Ford Alemana. También participó en la Fórmula 3 Alemana donde obtuvo dos victorias y siete podios, logrando un tercero en la temporada de 1989. En 1990 se coronó campeón de la Fórmula 3 Alemana, y triunfó en el Gran Premio de Macao de Fórmula 3. En dicha categoría conoció e hizo amistad con Heinz-Harald Frentzen (luego piloto de Fórmula 1).
En 1990 disputó algunas fechas del Campeonato Mundial de Resistencia con Sauber Mercedes, obteniendo una victoria en México y dos segundos puestos en Nürburgring y Dijon junto a Jochen Mass. El piloto disputó el certamen completo en 1991, acompañado por el piloto austriaco Karl Wendlinger. Consiguió una victoria en Autopolis, un segundo puesto en Silverstone y un quinto lugar en las 24 Horas de Le Mans, por lo cual alcanzó la novena posición en el campeonato de pilotos. También corrió dos fechas del Deutsche Tourenwagen Masters con un Mercedes-Benz 190 de Zakspeed, y logró el segundo puesto en la fecha de Sugo de la Fórmula 3000 Japonesa.

### Debut en Jordan (1991)

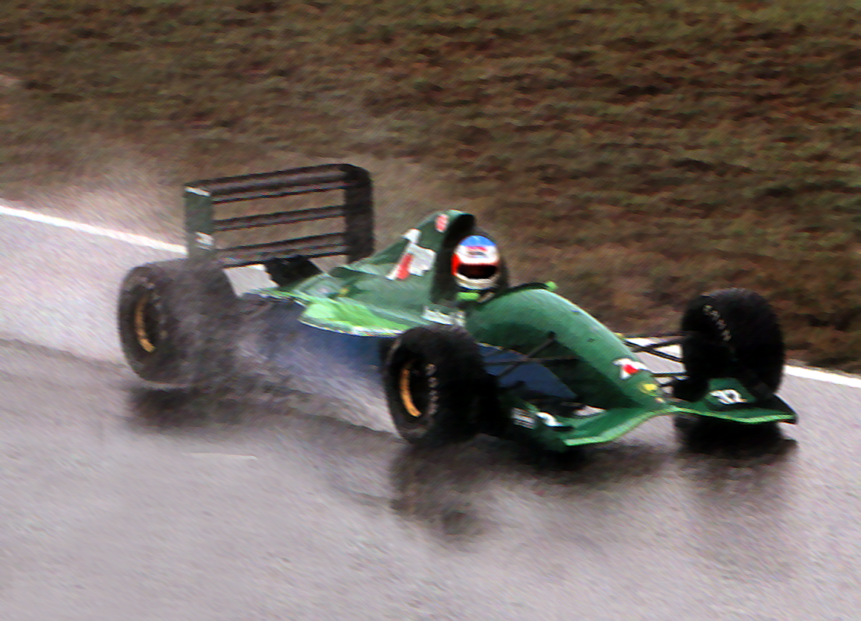
Schumacher probando el Jordan 191.

Michael Schumacher debutó en la Fórmula 1 con Jordan. Eddie Jordan, siguiendo el consejo de Willi Weber, le llamó para sustituir al belga Bertrand Gachot, que no pudo participar en el Gran Premio de Bélgica. El entonces novato se plantó en un circuito en el que no había corrido nunca y mostró un buen rendimiento en Bélgica, superando permanentemente a su compañero de equipo Andrea De Cesaris. Schumacher obtuvo el 7° puesto en la clasificación; tras eso, hace una gran salida y solo le hace falta una curva para adelantar dos posiciones más; pero en la subida de Eau Rouge, problemas en el cambio-embrague le hacen tener que retirarse.
El resultado en Bélgica hizo que Flavio Briatore le llamase para ocupar ya en la siguiente carrera un asiento en Benetton-Ford. Adicionalmente, Wili Weber había sido informado que Jordan perdería el motor Cosworth para el año entrante, el cual sería exclusivo de la escudería Benetton, lo que facilitó la salida de Schumacher de Jordan pues no querían atarse por 3 años de contrato a un equipo poco competitivo. Sin embargo, finalmente la decisión tuvieron que dictaminarla los tribunales británicos, que fallaron a favor de Benetton porque Schumacher había firmado un acuerdo con ellos, mientras que con Jordan el piloto solo tenía un principio de acuerdo.

### Benetton (1991-1995)

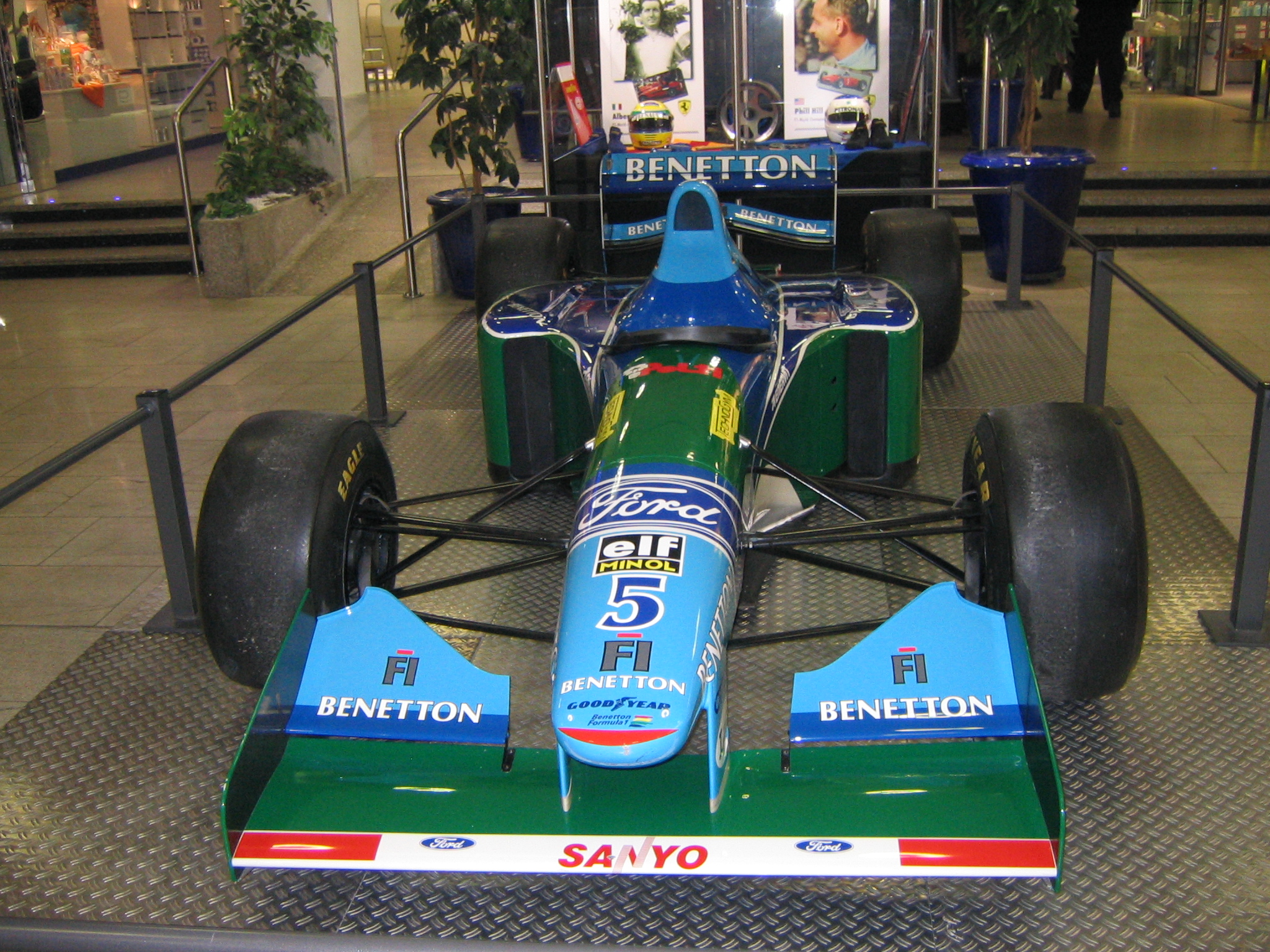
Auto Benetton de Schumacher en 1994.

En 1992 obtuvo su primera y única victoria de la temporada, el Gran Premio de Bélgica, en Spa-Francorchamps; además consiguió ocho podios, entre ellos tres segundos puestos y cuatro terceros puestos. Aquel año finalizó en tercer lugar, quedando delante de Ayrton Senna en la disputa por el Campeonato Mundial de Pilotos de Fórmula 1, tras Riccardo Patrese, segundo, y Nigel Mansell, primero.
En la Temporada 1993 de Fórmula 1 se adjudicó un cuarto puesto solo superado por los dos Williams en primer lugar, Alain Prost, y en tercer lugar, Damon Hill, y por Ayrton Senna. Schumacher también sumó 9 podios a su casillero, en una de ellas se alzó con la victoria, fue en el Gran Premio de Portugal de 1993, todas las carreras en las que llegó a la meta finalizaron en podio para el piloto alemán.
En el GP de San Marino de 1994, en Imola, tuvo que contemplar un fin de semana completamente negro: el viernes Rubens Barrichello, piloto de Jordan Grand Prix y quien fuera a la postre su compañero de equipo en Ferrari, sufriría un terrible accidente en Variante Bassa; el sábado, el austríaco Roland Ratzenberger, piloto de Simtek, muere en la curva Villeneuve tras perder el control a más de 300 km/h, al desprendérsele el alerón delantero; y, finalmente, el domingo, en la curva de Tamburello, en un accidente sufrido en extrañas circunstancias, también fallecía el brasileño Ayrton Senna, piloto de Williams-Renault y triple campeón del Mundo. Estos accidentes rompieron una racha de 12 años sin el fallecimiento de ningún piloto, desde la muerte de Riccardo Paletti en el GP de Canadá de 1982. Al respecto, Schumacher opinó:

De este tipo de accidentes he visto muchos. Accidentes, que se veían mucho peores que el suyo, pero sin esperarse lo peor. Lo ves y te dices que "puede llegar a tener un brazo o una pierna rota" y resulta que se vuelve a la línea de largada y no sabemos realmente que sucedió. Ninguno proporciona información. Creen que debe mantenerse la competición y volver a empezar todo, porque así debería ser y al final tú no sabes nada, hasta después de que termine la carrera en el podio. Pasquale nos había dicho que (Ayrton) estaba en coma. Pero en cuanto a lo que sé de "coma", existen diferentes tipos y a veces te etiquetas uno más reservado o a veces es peor de lo que piensas y no quieres creer que algo malo sucedió (se emociona) ¡No quieres creerlo! Aproximadamente, 2 horas después de la carrera el señor (Tom) Walkinshaw me dijo que la cosa iba muy mal. Le dije: "No. Está en coma. No necesariamente es algo malo, teniendo en cuenta que su golpe fue muy malo". Más tarde Jackson me dijo que estaba muerto y un minuto después otra persona dijo que todavía estaba en coma. Nos daban información tan poco fiable, que nos hacía pensar bastante en que debió haber ocurrido, a la vez que yo tampoco quería admitir que estaba muerto. Me decía: "¡El va a ser el campeón del mundo! Tal vez se pierda una o dos carreras, pero volverá" (silencio doloroso). Dos semanas más tarde, cuando sentí mucho su muerte, me sentía el peor... Era inconcebible.
Michael Schumacher, explicando lo sucedido, durante y después de Imola 1994.

#### Su primer bicampeonato mundial de Fórmula 1
En aquel año 1994, Schumacher ganaría su primer y más importante Campeonato Mundial de Pilotos de Fórmula 1 por un solo punto de ventaja sobre su perseguidor en la disputa del mismo, el británico Damon Hill, después de golpear el coche de su rival, debiendo abandonar la carrera ambos pilotos en el Gran Premio de Australia. En 1995, revalidó el título mundial, por última vez al volante de un Benetton-Renault, ya que el año siguiente fue contratado por el equipo Ferrari.

### Ferrari (1996-2006)

#### 1996-1997
Schumacher, en su primer año en Ferrari, no pudo superar a los Williams de Damon Hill y Jacques Villeneuve, campeón y subcampeón de 1996 contando con un coche con morro bajo que fue desarrollado con poca eficacia durante los siguientes años. En 1997, disputó un duelo muy emocionante con Villeneuve con el que llegó al último Gran Premio, el de Europa, en Jerez de la Frontera (España), con un solo punto de ventaja sobre el piloto canadiense. En una polémica maniobra, Schumacher chocó intencionalmente a Villeneuve, como consecuencia debió abandonar. No solamente perdió el campeonato, sino que la FIA apreció intencionalidad y le sancionó con la anulación de la totalidad de la puntuación obtenida aquella temporada. Fue una situación muy similar a la que había ocurrido tres años antes, en un duelo con Damon Hill, donde, después de despistar, volvió a la pista chocando al auto del británico y rompiendo la suspensión delantera izquierda, quitándole el campeonato por un punto. Nunca fue sancionado por esta maniobra.

#### 1998-1999
Los campeonatos de 1998 y 1999 fueron dominados por McLaren y ganados por el finlandés Mika Häkkinen. En 1998 se produjo una polémica colisión en Bélgica, entre el Ferrari de Schumacher y el McLaren de David Coulthard, compañero de escudería de Häkkinen, que obligó a Schumacher a abandonar y perder una puntuación importante en el campeonato.
En 1999, en el Gran Premio de Gran Bretaña, Schumacher sufrió un accidente que le causó la fractura de una pierna y la imposibilidad de disputar las siguientes seis carreras del Campeonato. Ese año finalmente el Ferrari era competitivo y es muy posible que se hubiera proclamado campeón de no ser por ese grave accidente, aunque fue Mika Häkkinen quien se llevó su segundo campeonato. En contrapartida, Ferrari ganó su primer mundial de constructores en 16 años.

#### 2000-2004: cinco títulos consecutivos
Finalmente, en el 2000, después de una dura lucha con Mika Häkkinen, Schumacher venció en el Gran Premio de Japón de 2000 y se coronó campeón (siendo así el único piloto que fuese campeón con neumáticos slicks y con dibujo, junto con Lewis Hamilton en 2008 y 2014) manejando el Ferrari F1-2000. Esa victoria supuso el fin de un período infausto para Ferrari de 21 años en los que la escudería había sido incapaz de lograr el título mundial de pilotos, a pesar de contar con pilotos de gran prestigio (Prost, Mansell, Berger, Alesi, Reutemann, Alboreto, Johansson, etc.), después del conseguido por el sudafricano Jody Scheckter en 1979.
La mala racha había sido rubricada por hechos luctuosos, la muerte de Gilles Villeneuve en 1982 y el grave accidente de Didier Pironi, ese mismo año, que mantenía un duelo con Gilles por la supremacía en el equipo.

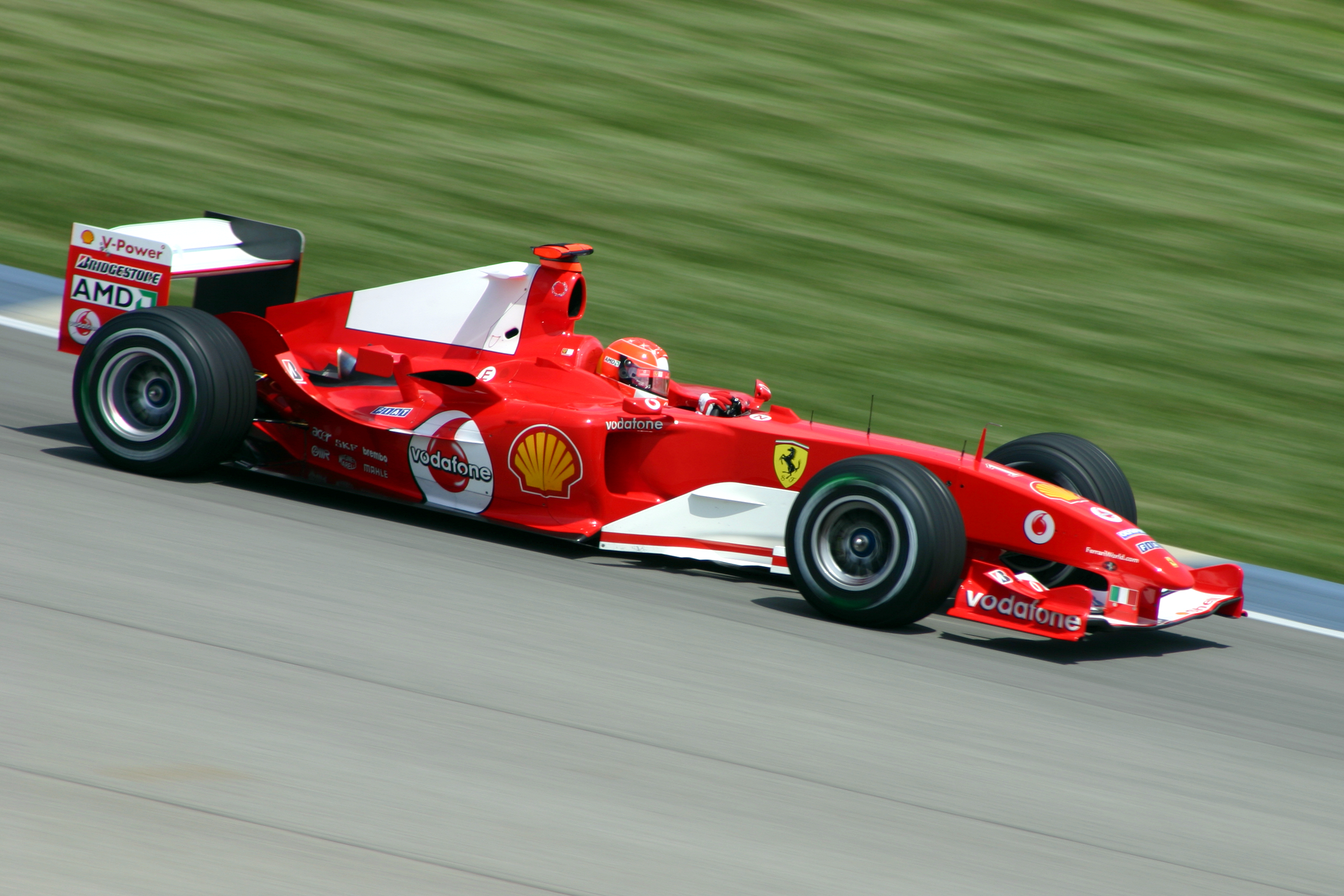
Michael Schumacher en el Gran Premio de EE. UU. en 2004.

Schumacher tuvo altos y buenos rendimientos con la Ferrari ya que de la 2000 a 2004, en los que Schumacher ganó de manera consecutiva 5 Campeonatos en la Fórmula 1, en 2000 ganó 9 carreras y se impuso al vigente campeón Mika Häkkinen por 19 puntos. A partir del siguiente año (2001) la superioridad del Ferrari sobre las demás escuderías fue manifiesta. Esto, junto con las órdenes del equipo Ferrari, que sistemáticamente beneficiaban a Schumacher sobre su compañero Barrichello le permitieron un enorme dominio del campeonato. Ese mismo año 2001 ganó otras nueve carreras y el título en Hungría, a falta de cuatro. Dobló en puntos a su compañero Rubens Barrichello y casi lo hace con David Coulthard, de McLaren. En la temporada 2002 de Fórmula 1 logró once victorias e igualó el récord de campeonatos de Juan Manuel Fangio, en ese tiempo su rendimiento como piloto era casi inalcanzable, aunque en la temporada 2003 se jugó el campeonato en la última carrera en Japón con un jovencísimo Kimi Räikkönen, que ya entonces pilotaba para McLaren-Mercedes. La ventaja del Kaiser sobre Räikkönen a falta de una sola carrera era de nueve puntos, por lo que este último estaba obligado a la victoria en tierras niponas y esperar que Schumi no lograse sumar ningún punto, por lo que, con un octavo lugar, al alemán le bastaba para lograr el título, y en efecto, lo consiguió. Aunque la carrera en Suzuka fue ganada por su compañero de equipo Rubens Barrichello, relegando a Räikkönen al segundo lugar, así, el finlandés se quedó sin posibilidades de consagrarse campeón, y por ende, Michael Schumacher, ya sin necesidad de obtener la octava plaza, se proclamó campeón del mundo por sexta vez, la cuarta de forma consecutiva (luego, en un reportaje, un periodista le comentó que había superado a Juan Manuel Fangio. El, muy humildemente respondió que no se podía hacer esa comparación porque eran tiempos diferentes Fangio está a un nivel mas alto del que yo me veo a mi mismo). Sus principales rivales durante estos años fueron los pilotos del equipo McLaren, Mika Häkkinen, David Coulthard y Kimi Räikkönen; y los del equipo Williams, Juan Pablo Montoya y su propio hermano Ralf Schumacher.

#### 2005-2006
Pero la hegemonía del llamado Káiser de la Fórmula 1 acabaría en la temporada 2005, donde tomarían protagonismo los integrantes de una nueva generación de pilotos, Fernando Alonso y Kimi Räikkönen, en los equipos Renault F1 y McLaren, respectivamente. Schumacher fue superado por ambos rivales durante ese año por problemas del monoplaza, carente de competitividad en 2005. Dijo que aquella fue su peor temporada desde que se incorporó al equipo italiano en 1996.
La temporada 2006 no pudo empezar mejor para él y para Ferrari, después de los malos resultados de 2005, ya que en el primer Gran Premio, disputado en Baréin, consiguió su pole position número 65, igualando así el récord histórico de Ayrton Senna, uno de los pocos que aún no había logrado alcanzar.
Posteriormente en el Autódromo Enzo y Dino Ferrari, correspondiente al Gran Premio de San Marino de 2006, superaría dicho récord de poles al conseguir la 66.ª pole y la victoria 85.ª de su carrera deportiva. El destino o la casualidad harían que fuese en este escenario donde superase el emblemático récord del fallecido Ayrton Senna, el mismo circuito en el que 12 años atrás Michael Schumacher viese, desde la 2.ª posición en carrera, como un desgraciado accidente acababa con la vida del mítico piloto brasileño.
En el Gran Premio de Mónaco de ese mismo año, cuando el español Fernando Alonso lideraba el campeonato mundial protagonizó un famoso incidente aparcó el Ferrari en la penúltima curva del circuito, impidiendo así a Fernando Alonso (que circulaba tras él) terminar su última vuelta rápida, en la cual venía marcando el mejor tiempo en la lucha por la pole position en la tercera ronda de clasificación. El incidente provocó muchas discusiones y la FIA finalmente concluyó que el accidente no había sido tal sino que se debía a una maniobra del propio piloto para que Fernando Alonso no pudiera arrebatarle la pole que tenía en esos momentos. Los comisarios decidieron que el piloto alemán saliera desde el final de la parrilla.
Dos semanas después en el circuito de Nürburgring ganaría el Gran Premio de Europa, la victoria número 86 para el alemán. El 10 de septiembre de 2006, tras ganar el Gran Premio de Italia, su triunfo número 90, anunció su retiro de la competición al término de la temporada 2006.

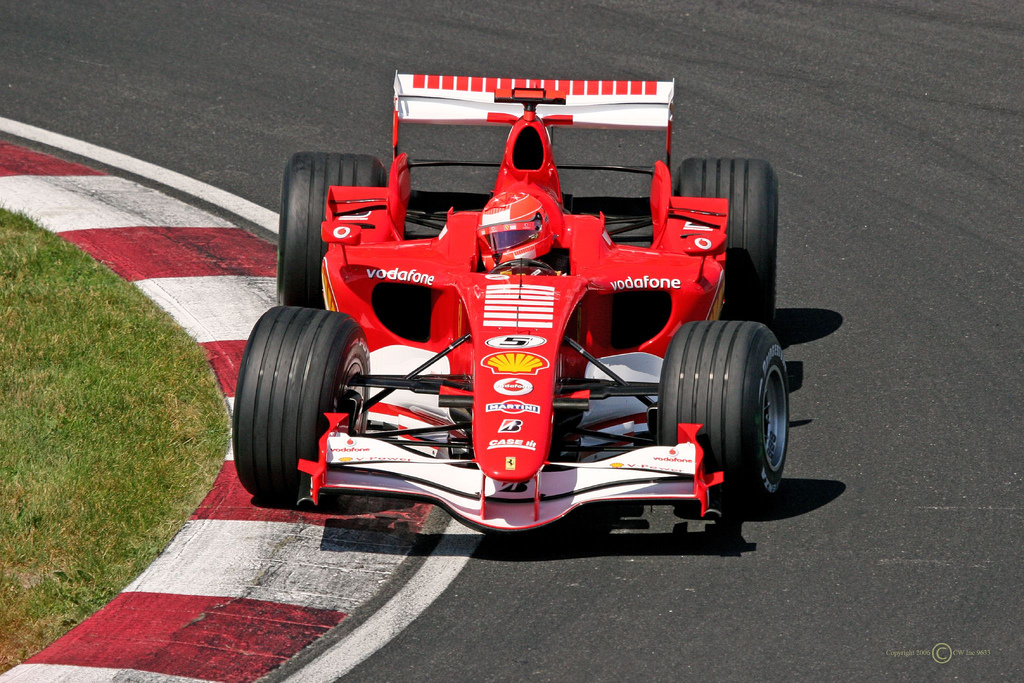
Schumacher en el Ferrari 248 F1 en Canadá.

El 8 de octubre de 2006, liderando el Gran Premio de Japón y a falta de 17 vueltas para finalizarlo, sufrió una rotura de motor después de 6 años, 3 meses y 6 días desde la última vez que le había sucedido. El escenario había sido el Gran Premio de Francia del año 2000.
El 21 de octubre de 2006, en las pruebas de clasificación del Gran Premio de Brasil, un problema con la bomba de alimentación de su monoplaza le llevó a abandonar la última sesión de clasificación, quedando relegado a la décima plaza. En la carrera sufrió un pinchazo tras haber pasado por encima de los restos del coche de Nico Rosberg y fue relegado a la última posición, ya que debió dar casi una vuelta completa al Autódromo José Carlos Pace con el neumático reventado. Sin embargo, tras reparar la rueda y quedar a solo unos segundos de ser rebasado por el líder de la carrera, logró adelantar dieciocho posiciones. Terminó 4.º en la que fue su última carrera como piloto de esta categoría, no pudiendo arrebatarle el campeonato a Fernando Alonso, pero protagonizó una actuación memorable, con un ritmo infernal y realizando varios adelantamientos. Schumacher logró con la Scuderia Ferrari ganar cinco veces consecutivas el Campeonato Mundial de Pilotos de Fórmula 1, un récord que aún no ha sido igualado por ningún otro piloto en la historia de la Fórmula 1.
Con 37 años, más de 25 dedicados a la competición y 16 temporadas en la Fórmula 1, se retira de dicha categoría de competición.

### Primera retirada. Integrante de Ferrari
En diciembre de 2006, fue nombrado asesor de los pilotos de Ferrari (Räikkönen, Massa, Badoer y Gené).
Casi un año más tarde, el 6 de noviembre de 2007, se hizo público que el alemán pilotaría el F2007, coche de la Scuderia Ferrari de la temporada 2007, en un entrenamiento de pretemporada la semana siguiente, en el Circuito de Barcelona-Cataluña, Barcelona. Sin embargo, su portavoz, Sabine Kehm, declaró que la participación del mayor de los Schumacher en el entrenamiento era un hecho extraordinario, y que el piloto no tenía intención de regresar a la Fórmula 1. Para la temporada 2008 se informó que Schumacher cumpliría funciones de piloto de pruebas del equipo italiano. El 28 de julio de 2008, Schumacher realizaba pruebas de un F430 Scuderia, una versión del 430 optimizada, en el circuito alemán de Nürburgring Nordschleife, el infierno verde, y en el sector 3 del circuito, impactó contra la valla a 250 km/h. Sin embargo, no era él quien pilotaba sino Raffaele de Simona, piloto probador del cavallino, sin más resultados que la destrucción parcial del vehículo. A pesar de ello telefoneó a su esposa Corinna para decir que estaban bien y que no detendrían la jornada de pruebas.

#### 2009
El 25 de julio de 2009, Felipe Massa sufrió un grave accidente en las sesiones de clasificación del GP de Hungría, por lo que Schumacher fue escogido para sustituirle durante la temporada 2009, empezando en el GP de Europa y hasta final de temporada o la recuperación total de Felipe Massa. Tras unos días entrenando con karts y con el Ferrari F2007, Schumacher anunció el 11 de agosto que no volvería a pilotar por unos dolores en el cuello. Finalmente, el probador Luca Badoer ocupa el puesto de Felipe Massa en el GP de Europa y sucesivos. Poco más tarde Badoer es reemplazado por Giancarlo Fisichella.

### Mercedes (2010-2012)

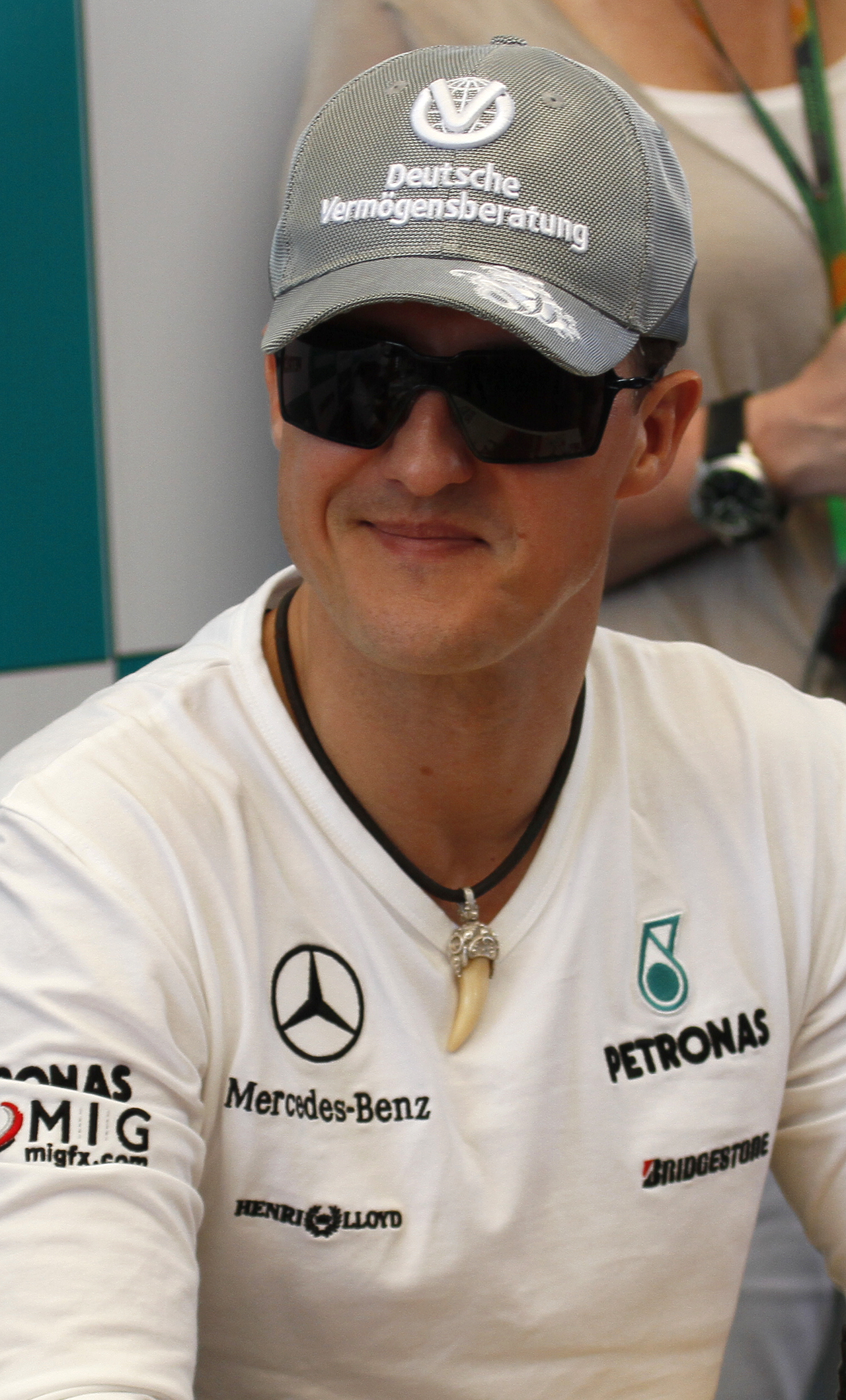
Michael Schumacher en 2010.

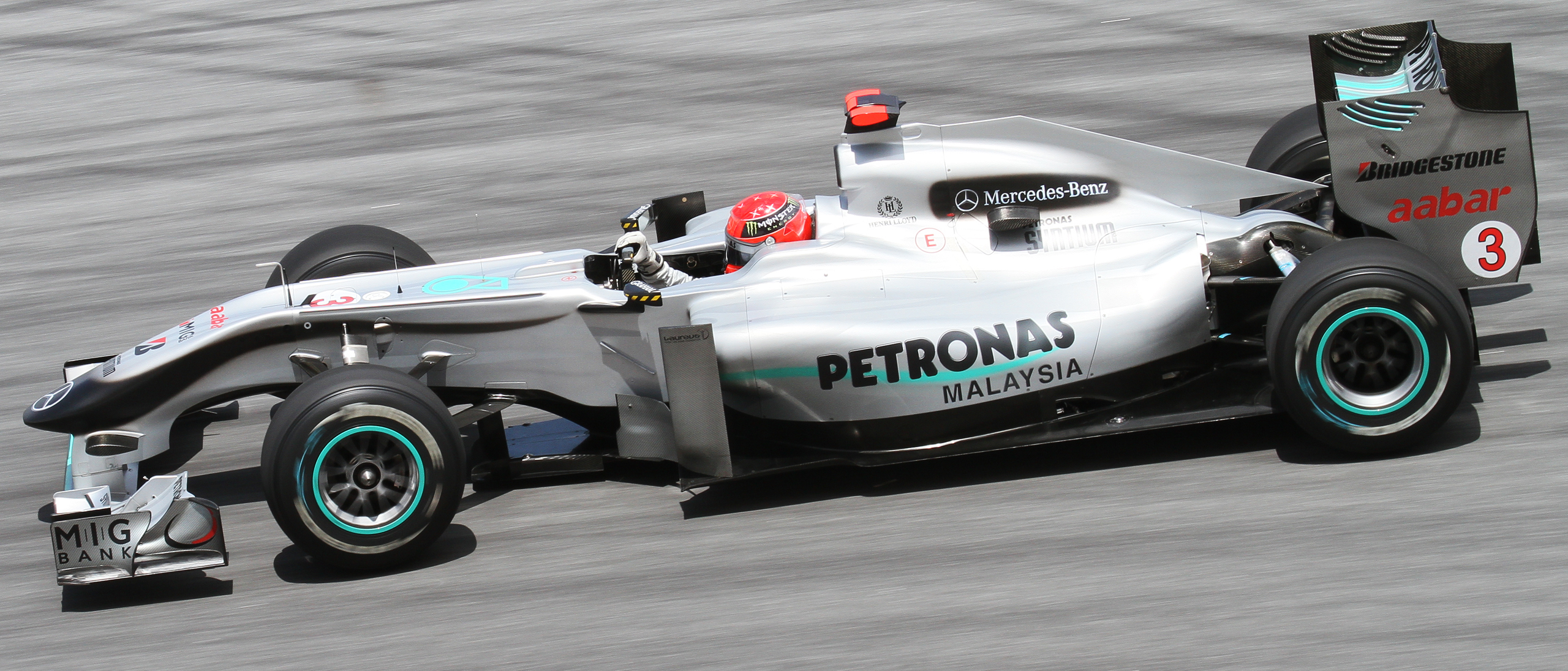
Schumacher conduciendo el MGP W01 en el Gran Premio de Malasia en 2010.

El 22 de diciembre de 2009 se hace oficial el regreso del Káiser a la Fórmula 1 para la temporada 2010, fichando por la escudería Mercedes inicialmente por 3 años, y con un sueldo de 7 millones de euros. Con esto, la Fórmula 1 renace en el ámbito comercial y económico después de los problemas evidenciados en 2008 y 2009 por la retirada de tres importantes fabricantes (Honda, BMW y Toyota) y del proveedor de neumáticos Bridgestone para la temporada 2011. En Baréin sale 7° y acaba 6° en la carrera, muy flojo comienzo para el alemán. En Melbourne sale de nuevo 7° pero en la salida es tocado por Fernando Alonso, y Schumacher tuvo que cambiar el alerón; al final, acabó 10°, luego de una lucha por el último punto con Jaime Alguersuari. En Sepang sale 8°, pero en carrera solo duró 9 vueltas ya que se le saltó de la rueda una tuerca mal apretada, obteniendo su primer abandono de la temporada. En España firma su mejor carrera del año acabando en 4.ª posición y en Mónaco fue sancionado por adelantar a Fernando Alonso con el auto de seguridad en pista. Nada más conocer la sanción, el equipo Mercedes interpuso apelación a la misma alegando que Schumacher adelantó con banderas verdes, lo que indicaba que el auto seguridad entraba a boxes al desaparecer todo peligro de la pista y no por aplicación de la norma 40.13 del reglamento deportivo de la Fórmula 1 tal y como indicó dirección de carrera a todos los equipos al entrar en la última vuelta.
Durante las siguientes carreras, Schumacher puntúa con cierta regularidad, pero siempre en los puestos bajos, excepto en Turquía y en Corea, donde iguala el cuarto puesto conseguido en Montmeló. Finalmente, termina la temporada en Abu Dabi accidentado en la primera vuelta, con un balance final de tan solo 72 puntos, habiendo conseguido su compañero Nico Rosberg 142, prácticamente el doble.
En 2011, pese a que Mercedes es incluso menos competitivo que en la temporada anterior, Schumacher mejora su rendimiento y se acerca mucho más al de Nico Rosberg. De nuevo con un 4.º puesto como mejor resultado personal y del equipo, Schumacher consiguió solo 13 puntos menos que su compañero.
Schumacher vuelve a conducir para el ahora equipo Mercedes AMG en la temporada 2012 de Fórmula 1, junto a Nico Rosberg. En el Gran Premio de Australia, Schumacher clasificó en la cuarta posición y subió al tercer lugar en el inicio de la carrera, que mantuvo hasta que sufrió un fallo de la caja de cambios terminal en la vuelta 11. En la segunda carrera, en Malasia, Schumacher se clasificó tercero, pero solo logró reunir un punto después de haber sido golpeado por detrás en la primera vuelta de la carrera por Romain Grosjean en condiciones de lluvia. Para la tercera carrera de la temporada en China, Schumacher clasificó tercero, pero arrancó en el 2° lugar, debido a que Lewis Hamilton fue sancionado. Esta fue la primera vez desde 1955 que Mercedes ocupaba la primera fila de la parrilla, ya que su compañero de equipo Nico Rosberg obtuvo la primera pole position de su carrera. Un error de un mecánico en la primera parada en boxes de Schumacher lo obligó a retirarse después de 13 vueltas. La cuarta carrera fue en Baréin. Schumacher sufrió con un defectuoso mecanismo de DRS en la calificación, que se vio agravada por una penalización por un reemplazo de la caja de cambios. Empezó a 23° en la parrilla, y acabó en 10.ª posición. En clasificación del GP de Mónaco logró la pole position, pero salió en sexta plaza debido a una sanción por provocar un choque en el GP de España, y terminó abandonando la prueba. La mala suerte de Schumacher parece haber acabado para el Gran Premio de Europa celebrado en Valencia, donde obtuvo su primer podio desde que volviera a la F1 en 2010 y habiendo pasado 6 años desde la última vez que se subió al cajón.
En palabras del ingeniero John Barnard en el libro The Perfect Car, la bajada en el rendimiento de Schumacher tras su primera retirada estuvo muy influenciada por su estilo de conducción. El equipo Mercedes AMG dio preferencia a su piloto de futuro Nico Rosberg, diseñando los coches adaptados a un estilo de conducción subvirador, mientras que Michael prefería vehículos con mayor tendencia al sobreviraje. Willi Weber también declaró que avisó a Schumacher de que su retorno a la Fórmula 1 sería infructuoso.

### Retirada definitiva
El anuncio de la contratación de Lewis Hamilton por parte de Mercedes-Benz para 2013 dejó a Schumacher sin volante. Pocos días después, Schumi confirmaba su retirada definitiva de la competición.

## Accidente de esquí
El 29 de diciembre de 2013, Schumacher sufrió un grave accidente al golpearse la cabeza mientras esquiaba junto a su familia en la estación invernal de Méribel, en los Alpes franceses, al esquiar fuera de pista entre las zonas de La Biche y Mauduit. Fue trasladado al Hospital Universitario Grenoble-Alpes y el primer parte médico diagnosticó lesiones cerebrales serias, quedando en estado crítico. Tras sufrir dos operaciones médicas tuvo que ser mantenido en coma inducido durante varios meses. Según el doctor Johannes Peil, que lo atendió cuando en febrero de 2009 sufrió una grave caída en el Circuito de Cartagena, asegura que el cerebro del piloto ya «quedó dañado» cuando se estrelló en la curva 1 del trazado del mencionado circuito. Este médico alemán, de la máxima confianza de la familia hasta hace unos años, afirma que la mitad derecha de su cerebro quedó dañado cuando se estrelló con la moto en Cartagena y que sus secuelas afectaron desde entonces al conjunto del riego cerebral. Sostiene que eso pudo influir en su posterior caída, cuatro años más tarde, mientras esquiaba con su hijo en los Alpes franceses.
El 16 de junio de 2014 se publicó que definitivamente había salido de su estado de coma; abandonó el Hospital Universitario de Grenoble y fue enviado a una clínica de rehabilitación. El 10 de septiembre se anunció que sería llevado a su mansión de Gland, en Suiza, donde seguiría recibiendo atención médica. Desde entonces, Sabine Kehm, portavoz de la familia Schumacher, ha pedido en reiteradas ocasiones que se respete la privacidad del heptacampeón.
Sin embargo, el 29 de diciembre de 2015, dos años después del accidente, la prensa deportiva internacional lanzó titulares en los cuales insistían en que sigue sin saberse nada del estado de salud de Schumacher.
El 2 de enero de 2019, un día antes del 50.º cumpleaños de Michael, la familia comunicó lo siguiente: «Pueden estar seguros de que sigue en las mejores manos y que hacemos todo lo posible para ayudarle. Entiendan, por favor, que sigamos los deseos de Michael y que mantengamos una cuestión tan delicada como su salud, como siempre, en privado». Cuatro días antes se habían cumplido cinco años del grave accidente.
A mediados de 2019, Schumacher había experimentado una notable mejoría, estaba avanzando en su recuperación y ya podía ver las carreras de Fórmula 1, sin embargo en 2023 el periodista suizo Roger Benoit, amigo íntimo de Schumacher, en una entrevista para el medio helvético Blick, afirmaba que el del alemán es "un caso sin esperanza". A pesar de ello su esposa vendió casi todo su patrimonio, entre los que se encontraban relojes, una casa en Noruega, otra en Suiza y un avión para poder pagar los siete millones de euros que vale al año mantenerlo con vida.

## Estadísticas

### Grandes Premios ganados
- 8  GP de Francia (1994-1995-1997-1998-2001-2002-2004-2006)
- 7  GP de San Marino (1994-1999-2000-2002-2003-2004-2006)
- 7  GP de Canadá (1994-1997-1998-2000-2002-2003-2004)
- 6  GP de Bélgica (1992-1995-1996-1997-2001-2002)
- 6  GP de Japón (1995-1997-2000-2001-2002-2004)
- 6  GP de Europa (1994-1995-2000-2001-2004-2006)
- 6  GP de España (1995-1996-2001-2002-2003-2004)
- 5  GP de Mónaco (1994-1995-1997-1999-2001)
- 5  GP de los Estados Unidos (2000-2003-2004-2005-2006)
- 5  GP de Italia (1996-1998-2000-2003-2006)
- 4  GP de Brasil (1994-1995-2000-2002)
- 4  GP de Australia (2000-2001-2002-2004)
- 4  GP de Hungría (1994-1998-2001-2004)
- 4  GP de Alemania (1995-2002-2004-2006)
- 3  GP de Malasia (2000-2001-2004)
- 3  GP de Gran Bretaña (1998-2002-2004)
- 2  GP del Pacífico (1994-1995)
- 2  GP de Austria (2002-2003)
- 1  GP de Portugal (1993)
- 1  GP de Argentina (1998)
- 1  GP de Baréin (2004)
- 1  GP de China (2006)

### Récords conseguidos

#### 2002
- Más podios en una temporada: 17 (en 17 carreras)
- Más podios seguidos: 19 (2001 - 2002)
- Más carreras ganadas en una temporada: 11 (de 17 carreras). Récord que sería más tarde superado por él mismo en 2004 por Sebastian Vettel en 2013 y superado por Max Verstappen el 30 de octubre de 2022 cuando ganó 14 carreras en una misma temporada.
- Primer y único piloto que ha subido al podio en todas las carreras de la temporada
- Mayor margen de puntos con el segundo clasificado del campeonato (67)

#### 2004
- Más títulos mundiales: 7 (empatado actualmente con Lewis Hamilton)
- Más títulos mundiales consecutivos: 5
- Más carreras ganadas en una temporada: 13 (de 18 carreras), mismo récord que Sebastian Vettel logró en 2013, actualmente superado por Max Verstappen en 2022 (el anterior récord estaba en 11 en 2002, también conseguido por él)
- Más carreras ganadas consecutivamente: 7 (GP de Europa, GP de Canadá, GP de EE. UU., GP de Francia, GP de Inglaterra, GP de Alemania, GP de Hungría). Este récord fue superado por Sebastian Vettel en 2013 con 9 victorias consecutivas y luego superado por Max Verstappen el 3 de septiembre de 2023 con 10 victorias.[43]
- Más vueltas rápidas en una temporada: 10 (en 18 carreras)
- Más puntos conseguidos en una temporada: 148 (de un máximo de 180 puntos) 82,22% de los puntos
- Más carreras acabadas consecutivamente sin retirarse: 24.
- Es el único piloto de Fórmula 1, junto con Fernando Alonso en el GP de Barcelona de 2013, que ha conseguido ganar un GP realizando 4 paradas en boxes, bajo condiciones normales, en el GP de Francia de 2004.
- Empata en segunda posición con Alberto Ascari consiguiendo su 5.º "Grand Chelem" (Pole, Vuelta Rápida en Carrera y Ganar liderando todas las vueltas de la carrera)

#### 2006
- Más carreras ganadas: 91 (el anterior récord, de 51 victorias en poder de Alain Prost, lo batió en 2002). Este récord lo ostenta actualmente el piloto Lewis Hamilton.
- Más carreras ganadas con un mismo equipo: 72 (con Ferrari)
- Más segundos puestos: 43
- Más carreras ganadas desde la pole position: 40
- Más carreras ganadas sin ganar el campeonato: 7 (Segundo en la tabla en 2006) (Empatado con Alain Prost en 1984 y 1988, y con Kimi Räikkönen en 2005, que también fueron segundos con 7 victorias). Este récord ha sido superado por Lewis Hamilton en 2016 con 10 victorias que no le sirvieron para conquistar un campeonato que ganó Nico Rosberg
- Más "hat-trick" (pole position, carrera ganada, vuelta rápida): 22
- Más puntos totales conseguidos: 1369
- Más tiempo entre la primera y última victoria: 14 años, 1 mes y 1 día
- Único piloto en la historia en ganar 5 veces una carrera en el Indianapolis Motor Speedway
- Único piloto en la historia en ganar 8 veces un mismo Gran Premio: Circuito de Nevers Magny-Cours (Francia). Este récord ha sido superado por Lewis Hamilton en 2024 con 9 victorias en el Gran Premio de Gran Bretaña.
- Uno de los dos pilotos en dar más de 50.000 vueltas en carrera. (Conseguidas en el GP de Alemania del 2006 y superado por su excompañero en Ferrari, Rubens Barrichello, en el Gran Premio de Mónaco de 2009, a los mandos de un Brawn GP tras finalizar la vuelta 48)

## Siniestros y colisiones importantes
- Gran Premio de Francia de 1992: colisiona con el McLaren de Ayrton Senna en la horquilla del circuito de Magny-Cours. La carrera se suspende momentáneamente y es curiosa la imagen de Senna en la parrilla abroncando a Schumacher.
- Gran Premio de Australia de 1994: colisiona con el Williams de Damon Hill y consigue el título mundial a bordo de un Benetton.
- Gran Premio de Bélgica de 1996: choca contra las protecciones en sesiones de libres en la curva Malmedy.
- Gran Premio de Europa de 1997: colisiona con el Williams de Jacques Villeneuve y posteriormente es excluido de dicho certamen con la retirada de todos los puntos obtenidos. La FIA alegó intencionalidad en la colisión por parte de Schumacher.
- Gran Premio de Bélgica de 1998: golpea al McLaren de David Coulthard por detrás y se genera una polémica en la cual fue a buscar al escocés al pit del equipo inglés. No pasó a mayores y ambos pilotos se reconciliaron.
- Gran Premio de Gran Bretaña de 1999: choca a más de 175 km/h contra la barrera de neumáticos de la curva Stowe del circuito de Silverstone, tras un fallo en los frenos traseros del Ferrari F399. Por desgracia la trompa del auto se daña más de lo que debería haberse dañado en este tipo de accidentes, lo que provoca una fractura de tibia y peroné en su pierna derecha y hace que se pierda gran parte de la temporada 1999. Volvería para disputar los dos últimos GP de la temporada y asegurar el mundial de constructores para su equipo.
- Gran Premio de Australia de 2001: en los libres, salida de pista, tras la cual el Ferrari realiza dos vueltas completas de campana. Salió ileso.
- Gran Premio de Alemania de 2001: al comenzar el GP, tras la salida, su Ferrari pierde velocidad y es embestido por Luciano Burti. Ambos bajaron ilesos.
- Gran Premio de Brasil de 2004: realiza un trompo en los entrenamientos del viernes y se golpea fuertemente contra la barrera de neumáticos. Baja ileso del Ferrari F2004.
- Gran Premio de Brasil de 2006: en la S de Senna supera a Giancarlo Fisichella, pero el alemán estira la frenada y daña la rueda trasera izquierda del Ferrari, esto provoca un retraso de posiciones al tener que entrar a boxes y también que pierda las ya pocas opciones de ganar el campeonato de 2006. Fue su última carrera (antes de regresar a la Fórmula 1 en 2010), remontando de manera espectacular hasta el 4.º puesto.
- El 13 de febrero de 2009 sufrió un aparatoso accidente cuando probaba una moto en el circuito de velocidad de Cartagena, que lo llevó al hospital.
- Gran Premio de Abu Dabi de 2010: En la primera vuelta de la carrera, su coche trompea, siendo embestido frontalmente por Vitantonio Liuzzi que venía por detrás. El Force India quedó encima del Mercedes. Ambos salieron ilesos.
- Gran Premio de Singapur de 2012: Golpea por detrás al Toro Rosso de Vergne en carrera. Ambos quedan fuera de carrera.

## Polémicas
Michael Schumacher ha tenido diversos incidentes en sus más de 21 años en las pistas. En el Gran Premio de Gran Bretaña de 1994, Schumacher no obedeció las órdenes de los comisarios, fue descalificado en aquella carrera (llegó segundo) y se le prohibió correr en Italia y Portugal. En el Gran Premio de Australia de 1994, la última prueba del campeonato de aquel año, Schumacher contaba con un solo punto de ventaja sobre el piloto británico Damon Hill (92 a 91). A mitad de carrera (vuelta 36), el Benetton de Schumacher salió de la pista en Flinders Street, topó contra un muro dañando la suspensión, y en la siguiente curva colisionó con el Williams de Hill. Los dos bólidos quedaron inservibles y no pudieron continuar la disputa del Gran Premio de Australia, a pesar de los esfuerzos de los hombres de Williams para intentar arreglar el coche de Hill. La FIA no consideró que aquella maniobra fuera intencionada. Como resultado, con el punto de ventaja que tenía Schumacher al inicio del Gran Premio, el alemán fue proclamado campeón del mundo. Fue una decisión no exenta de polémica y a partir de la cual, Schumacher se forjó una imagen dura y al límite de la normativa.
Posteriormente, tras unas pocas desventuras con el propio Hill, en la temporada 1997, Michael colisionó en la última carrera contra el coche de Jacques Villeneuve, que a la postre se coronaría campeón mundial. Ocurrió en el Gran Premio de Europa de 1997, disputado en Jerez. Como en 1994, Schumacher contaba con un solo punto de ventaja sobre el canadiense (78 a 77), que también corría con la escudería Williams. Villeneuve realizó una maniobra de sobrepaso a Schumacher, y en el momento en que lo supera por el interior de la curva Dry Sack del circuito, Schumacher se cierra violentamente hacia el interior, colisionando con Villeneuve. Como resultado, el monoplaza de Schumacher rebotó y se salió de la pista, quedó inservible y tuvo que retirarse. En cambio, Villeneuve pudo continuar, finalizar en tercera posición y adjudicarse el título mundial. La FIA apreció intencionalidad por parte de Michael en aquella maniobra y le sancionó con la anulación de los 78 puntos que había conseguido en aquel campeonato. Esta maniobra de Schumacher fue duramente criticada por la prensa y por muchos pilotos y expilotos de Fórmula 1.
En 1998, durante el GP de Gran Bretaña, Michael fue sancionado con un stop & go de 10 s por adelantar con el auto de seguridad en pista. Lo cumplió en la última vuelta, cruzando la línea de meta por la calle de boxes para así asegurarse la victoria. Los comisarios lo dieron por válido.
Años después, en 2002, otra gran polémica, que implicó no solo a Michael Schumacher sino a la propia Scuderia Ferrari ocurrió durante el Gran Premio de Austria de 2002, cuando Rubens Barrichello, quien iba en primera posición, fue obligado por la escudería a dejar pasar a Michael Schumacher a escasos metros de la línea de meta para que este pudiera adjudicarse la victoria. Más adelante, en el Gran Premio de los Estados Unidos de 2002, Schumacher dejó pasar a Barrichello de modo similar para devolverle el "favor". El escándalo provocado por ambos hechos hizo que la FIA modificase la normativa para prohibir las órdenes de equipo "que interfiriesen en el resultado de la carrera".
En la temporada 2006, en el Gran Premio de Mónaco de 2006, Schumacher tenía el mejor tiempo de la sesión, pero a escasos segundos de que terminara, Fernando Alonso mejoraba los parciales, y tenía posibilidades de obtener la pole. Entonces, Schumacher realiza una maniobra extraña, deteniendo el monoplaza a escasos centímetros del muro de la última curva del circuito, impidiéndole a Alonso trazar bien y por lo tanto, intentar la pole. Sin embargo, la FIA sancionó a Schumacher obligándolo a salir último, mientras Alonso partió primero.
En la temporada 2010, en el Gran Premio de Mónaco de 2010, Schumacher iba en séptima posición con el auto de seguridad en pista, cuando en la última curva de la carrera y justo después de que se retirara el auto de seguridad, adelantó con banderas verdes a Fernando Alonso, quedando sexto. Aunque este percance fue fruto de una redacción ambigua del reglamento, los comisarios le sancionaron con 20 segundos, haciendo que perdiera su posición.
En el Gran Premio de Hungría de 2010, su excompañero de Ferrari Rubens Barrichello iba cazando a Schumacher en las vueltas finales por la décima posición que otorgaba un punto. Barrichello vio una oportunidad en la recta de meta una vez que se acercó, pero Michael lo arrinconó de tal manera contra el muro que pudo tener consecuencias nefastas. Barrichello lo llamó "loco" y pedía desde la radio la bandera negra para el alemán (descalificación inmediata). Al final de la carrera, se llamó a los pilotos que habían terminado 10.º (Rubens Barrichello) y 11.º (Michael Schumacher) a declarar por el incidente. Los comisarios decidieron que Schumacher perdiera diez posiciones en la parrilla de salida del siguiente GP.

## Casco
Schumacher ha utilizado dos compañías de cascos a lo largo de su carrera: Bell (hasta el año 2000) y Schuberth (desde 2000 hasta 2012). Los diseños son los siguientes:
- Desde su debut en 1991 en el Gran Premio de Bélgica hasta el Gran Premio de Mónaco de 2000, utilizó un casco blanco con los colores de la bandera alemana en ambos lados y arriba se observaba un círculo azul con estrellas doradas.[48]
- En el año 2000, desde el Gran Premio de Mónaco, cambió su casco debido a que el suyo era similar al de Rubens Barrichello. De esta manera, el nuevo casco era íntegramente rojo con los colores alemanes al costado.
- A partir de 2006 el casco pasa a ser solamente rojo con un pequeño detalle en negro. Lo utilizó hasta su último GP en Ferrari.
- En su aniversario de 20 años desde su primera en la Fórmula 1 en 2011, en el GP de Bélgica, usó un casco dorado hecho con 2 gramos de oro y añadió los años 1991 y 2011 a su diseño de siempre.[49]

## Otras actividades
Schumacher fue nombrado embajador honorífico de la Unesco, y donó decenas de millones de dólares a proyectos de beneficencia.
Luego de ser sancionado por chocar adrede a Jacques Villeneuve en 1997, Schumacher participó en varias campañas de seguridad vial de la FIA.
En 2006, salió como un Ferrari en la película Cars, dandole voz al personaje.
En 2009 apareció en el programa de televisión británico Top Gear. Allí se reveló pomposamente que el piloto era The Stig. Sin embargo, al probar un automóvil en el circuito de Bedford, el alemán cometió numerosos errores de pilotaje y no completó la vuelta. El conductor del programa finalizó el programa preguntándose si tal vez él no sea realmente The Stig.
En 2013 Schumacher accede a participar gratuitamente a una campaña de seguridad vial de la Comisión Nacional de Seguridad de Tránsito de Chile en la campaña de la tolerancia cero al exceso de velocidad llamando a "respetar la propia vida y la de los demás". Esto a raíz del popular dicho de nombrar "Schumacher" a quienes manejan a grandes velocidades o quienes se creen grandes pilotos.

### Futbolista
Schumacher ya tiene experiencia como futbolista al jugar junto a estrellas del fútbol en el Estadio Santiago Bernabéu. Fue en diciembre de 2004, en un partido entre los amigos de Ronaldo y los amigos de Zinedine Zidane, en el que jugó una parte con cada combinado, compartiendo juego con estrellas como Luís Figo o Andriy Shevchenko.
Schumacher jugó también para el Echinches de Suiza tras su salida de Ferrari. El objetivo fue salvar con sus goles al equipo del descenso que parecía casi consumado, ya que contaba con tan solo 2 puntos en 11 jornadas disputadas. Schumacher jugó como mediocampista y fue el capitán, aunque solo jugó ese partido con el club.
El entonces campeón de la liga de fútbol de San Marino, el SS Murata, tuvo planeado contratar al siete veces campeón mundial de Fórmula 1 Michael Schumacher, pero no para un acto benéfico, sino para jugar la Fase Clasificatoria de la UEFA Champions League en julio de 2008 junto a una leyenda brasileña, el ya retirado brasileño Romário.
En julio de 2008, Schumacher participó en un evento de caridad organizado por Clarence Seedorf en donde se apoyaba a la educación en África y se hacía un tributo a Nelson Mandela. En ese evento participaron tanto Schumacher como los dos hermanos de Seedorf, figuras como los bisnietos de Nelson Mandela, Edmílson, Michael Ballack, Gennaro Gattuso, Lúcio y algunas figuras futbolísticas de África. En ese partido Schumacher anotó un gol. En noviembre de ese año también jugó el "Partido Contra La Pobreza" en el estadio La Rosaleda, en Málaga, España, ante 30 000 espectadores, en el que marcó un gol.
En enero de 2009 visitó Costa Rica para el lanzamiento de una campaña internacional de seguridad vial y apoyar a las víctimas del terremoto de Costa Rica de 2009. Además, jugó en un entrenamiento del equipo subcampeón de ese país Liga Deportiva Alajuelense (sub-20), donde anotó 2 goles.
En junio de 2013, jugó en la despedida del futbolista alemán Michael Ballack.

## Resumen de carrera
| Temporada | Categoría                          | Equipo                        | Carreras | Victorias | Poles | VR | Podios | Puntos | Pos. |
| --------- | ---------------------------------- | ----------------------------- | -------- | --------- | ----- | -- | ------ | ------ | ---- |
| 1988      | Fórmula Ford Europea 1600          | Eufra Racing                  | 4        | 1         | 1     | 0  | 3      | 50     | 2.º  |
| 1988      | Fórmula Ford Alemana 1600          | Eufra Racing                  | 7        | 3         | 0     | 0  | 5      | 124    | 6.º  |
| 1988      | Fórmula König                      | Hoecker Sportwagenservice     | 10       | 9         | 1     | 1  | 10     | 192    | 1.º  |
| 1989      | Fórmula 3 Alemana                  | WTS Racing                    | 12       | 2         | 2     | 0  | 7      | 163    | 3.º  |
| 1989      | Copa Europea de Fórmula 3          | WTS Racing                    | 1        | 0         | 0     | 0  | 0      | N/A    | NC   |
| 1989      | Gran Premio de Macao               | WTS Racing                    | 1        | 0         | 0     | 0  | 0      | N/A    | NC   |
| 1990      | Campeonato Mundial de Resistencia  | Team Sauber Mercedes          | 3        | 1         | 0     | 1  | 3      | 21     | 5.º  |
| 1990      | Fórmula 3 Alemana                  | WTS Racing                    | 11       | 5         | 6     | 4  | 7      | 148    | 1.º  |
| 1990      | Copa Europea de Fórmula 3          | WTS Racing                    | 1        | 0         | 1     | 1  | 0      | N/A    | NC   |
| 1990      | Gran Premio de Macao               | WTS Racing                    | 1        | 1         | 0     | 0  | 0      | N/A    | 1.º  |
| 1990      | Deutsche Tourenwagen Meisterschaft | HWA AG                        | 1        | 0         | 0     | 0  | 0      | 0      | NC   |
| 1991      | Fórmula 1                          | Team 7UP Jordan               | 1        | 0         | 0     | 0  | 0      | 0      | 14.º |
| 1991      | Fórmula 1                          | Camel Benetton Ford           | 5        | 0         | 0     | 0  | 0      | 4      | 14.º |
| 1991      | Campeonato Mundial de Resistencia  | Team Sauber Mercedes          | 8        | 1         | 0     | 2  | 2      | 43     | 9.º  |
| 1991      | Deutsche Tourenwagen Meisterschaft | Zakspeed Racing               | 4        | 0         | 0     | 0  | 0      | 0      | NC   |
| 1991      | Fórmula 3000 Japonesa              | Team LeMans                   | 1        | 0         | 0     | 0  | 1      | 6      | 12.º |
| 1992      | Fórmula 1                          | Camel Benetton Ford           | 16       | 1         | 0     | 2  | 8      | 53     | 3.º  |
| 1993      | Fórmula 1                          | Camel Benetton Ford           | 16       | 1         | 0     | 5  | 9      | 52     | 4.º  |
| 1994      | Fórmula 1                          | Mild Seven Benetton Ford      | 14       | 8         | 6     | 8  | 10     | 92     | 1.º  |
| 1995      | Fórmula 1                          | Mild Seven Benetton Renault   | 17       | 9         | 4     | 8  | 11     | 102    | 1.º  |
| 1996      | Fórmula 1                          | Scuderia Ferrari S.p.A.       | 16       | 3         | 4     | 2  | 8      | 59     | 3.º  |
| 1997      | Fórmula 1                          | Scuderia Ferrari Marlboro     | 17       | 5         | 3     | 3  | 8      | 78     | DSQ  |
| 1998      | Fórmula 1                          | Scuderia Ferrari Marlboro     | 16       | 6         | 3     | 6  | 11     | 86     | 2.º  |
| 1999      | Fórmula 1                          | Scuderia Ferrari Marlboro     | 10       | 2         | 3     | 5  | 6      | 44     | 5.º  |
| 2000      | Fórmula 1                          | Scuderia Ferrari Marlboro     | 17       | 9         | 9     | 2  | 12     | 108    | 1.º  |
| 2001      | Fórmula 1                          | Scuderia Ferrari Marlboro     | 17       | 9         | 11    | 3  | 14     | 123    | 1.º  |
| 2002      | Fórmula 1                          | Scuderia Ferrari Marlboro     | 17       | 11        | 7     | 7  | 17     | 144    | 1.º  |
| 2003      | Fórmula 1                          | Scuderia Ferrari Marlboro     | 16       | 6         | 5     | 5  | 8      | 93     | 1.º  |
| 2004      | Fórmula 1                          | Scuderia Ferrari Marlboro     | 18       | 13        | 8     | 10 | 15     | 148    | 1.º  |
| 2005      | Fórmula 1                          | Scuderia Ferrari Marlboro     | 19       | 1         | 1     | 3  | 5      | 62     | 3.º  |
| 2006      | Fórmula 1                          | Scuderia Ferrari Marlboro     | 18       | 7         | 4     | 7  | 12     | 121    | 2.º  |
| 2010      | Fórmula 1                          | Mercedes GP Petronas F1 Team  | 19       | 0         | 0     | 0  | 0      | 72     | 9.º  |
| 2011      | Fórmula 1                          | Mercedes GP Petronas F1 Team  | 19       | 0         | 0     | 0  | 0      | 76     | 8.º  |
| 2012      | Fórmula 1                          | Mercedes AMG Petronas F1 Team | 20       | 0         | 0     | 1  | 1      | 49     | 13.º |

### Race of Champions
- 6 Copa de Naciones junto con Sebastian Vettel: Londres 2007, Londres 2008, Pekín 2009, Düsseldorf 2010, Düsseldorf 2011 y Bangkok 2012.

## Resultados

### Campeonato Mundial de Sport Prototipos
(Clave) (negrita indica pole position) (cursiva indica vuelta rápida)

| Año  | Equipo               | Clase | Chasis             | 1       | 2       | 3       | 4     | 5       | 6       | 7       | 8     | 9     | Pos. | Puntos |
| ---- | -------------------- | ----- | ------------------ | ------- | ------- | ------- | ----- | ------- | ------- | ------- | ----- | ----- | ---- | ------ |
| 1990 | Team Sauber Mercedes | C     | Mercedes-Benz C11  | SUZ     | MNZ     | SIL DNQ | SPA   | DIJ 2   | NÜR 2   | DON     | CGV   | MEX 1 | 5.º  | 21     |
| 1991 | Team Sauber Mercedes | C1    | Mercedes-Benz C291 | SUZ Ret | MNZ Ret | SIL 2   |       | NÜR Ret | MAG Ret | MEX Ret | AUT 1 |       | 9.º  | 43     |
| 1991 | Team Sauber Mercedes | C2    | Mercedes-Benz C11  |         |         |         | LMS 5 |         |         |         |       |       | 9.º  | 43     |

### Deutsche Tourenwagen Meisterschaft
(Clave) (negrita indica pole position) (cursiva indica vuelta rápida)

| Año  | Equipo              | Automóvil                    | 1     | 2     | 3     | 4     | 5     | 6     | 7     | 8     | 9     | 10    | 11       | 12        | 13        | 14       | 15    | 16    | 17    | 18    | 19    | 20    | 21        | 22        | 23    | 24    | Pos. | Puntos |
| ---- | ------------------- | ---------------------------- | ----- | ----- | ----- | ----- | ----- | ----- | ----- | ----- | ----- | ----- | -------- | --------- | --------- | -------- | ----- | ----- | ----- | ----- | ----- | ----- | --------- | --------- | ----- | ----- | ---- | ------ |
| 1990 | AMG Motorenbau GmbH | Mercedes 190 E 2.5-16 Evo II | ZOL 1 | ZOL 2 | HOC 1 | HOC 2 | NÜR 1 | NÜR 2 | AVU 1 | AVU 2 | MFA 1 | MFA 2 | WUN 1    | WUN 2     | NÜR 1     | NÜR 2    | NOR 1 | NOR 2 | DIE 1 | DIE 2 | NÜR 1 | NÜR 2 | HOC 1 Ret | HOC 2 DNS |       |       | NC   | 0      |
| 1991 | Zakspeed Racing     | Mercedes 190 E 2.5-16 Evo II | ZOL 1 | ZOL 2 | HOC 1 | HOC 2 | NÜR 1 | NÜR 2 | AVU 1 | AVU 2 | WUN 1 | WUN 2 | NOR 1 25 | NOR 2 Ret | DIE 1 Ret | DIE 2 14 | NÜR 1 | NÜR 2 | ALE 1 | ALE 2 | HOC 1 | HOC 2 | BRN 1     | BRN 2     | DON 1 | DON 2 | NC   | 0      |

### 24 Horas de Le Mans
| Año  | Equipo               | Copilotos                            | Automóvil         | Clase | Vueltas | Pos. | Pos. Clase |
| ---- | -------------------- | ------------------------------------ | ----------------- | ----- | ------- | ---- | ---------- |
| 1991 | Team Sauber Mercedes | Karl Wendlinger Fritz Kreutzpointner | Mercedes-Benz C11 | C2    | 355     | 5.º  | 5.º        |

### Campeonato de Fórmula 3000 Japonesa
(Clave) (negrita indica pole position) (cursiva indica vuelta rápida)

| Año  | Equipo      | Chasis    | Motor | 1   | 2   | 3   | 4   | 5   | 6     | 7   | 8   | 9   | 10  | 11  | Pos. | Puntos |
| ---- | ----------- | --------- | ----- | --- | --- | --- | --- | --- | ----- | --- | --- | --- | --- | --- | ---- | ------ |
| 1991 | Team LeMans | Ralt RT23 | Mugen | SUZ | AUT | FUJ | MIN | SUZ | SUG 2 | FUJ | SUZ | FUJ | SUZ | FUJ | 12.º | 6      |

### Fórmula 1
(Clave) (negrita indica pole position) (cursiva indica vuelta rápida)

| Año     | Escudería                     | 1       | 2      | 3       | 4       | 5       | 6       | 7       | 8       | 9       | 10      | 11      | 12      | 13      | 14      | 15      | 16      | 17      | 18     | 19      | 20    | Pos. | Puntos |
| ------- | ----------------------------- | ------- | ------ | ------- | ------- | ------- | ------- | ------- | ------- | ------- | ------- | ------- | ------- | ------- | ------- | ------- | ------- | ------- | ------ | ------- | ----- | ---- | ------ |
| 1991    | Team 7UP Jordan               | USA     | BRA    | SMR     | MON     | CAN     | MEX     | FRA     | GBR     | GER     | HUN     | BEL Ret |         |         |         |         |         |         |        |         |       | 14.º | 4      |
| 1991    | Camel Benetton Ford           |         |        |         |         |         |         |         |         |         |         |         | ITA 5   | POR 6   | ESP 6   | JPN Ret | AUS Ret |         |        |         |       | 14.º | 4      |
| 1992    | Camel Benetton Ford           | RSA 4   | MEX 3  | BRA 3   | ESP 2   | SMR Ret | MON 4   | CAN 2   | FRA Ret | GBR 4   | GER 3   | HUN Ret | BEL 1   | ITA 3   | POR 7   | JPN Ret | AUS 2   |         |        |         |       | 3.º  | 53     |
| 1993    | Camel Benetton Ford           | RSA Ret | BRA 3  | EUR Ret | SMR 2   | ESP 3   | MON Ret | CAN 2   | FRA 3   | GBR 2   | GER 2   | HUN Ret | BEL 2   | ITA Ret | POR 1   | JPN Ret | AUS Ret |         |        |         |       | 4.º  | 52     |
| 1994    | Mild Seven Benetton Ford      | BRA 1   | PAC 1  | SMR 1   | MON 1   | ESP 2   | CAN 1   | FRA 1   | GBR DSQ | GER Ret | HUN 1   | BEL DSQ | ITA     | POR     | EUR 1   | JPN 2   | AUS Ret |         |        |         |       | 1.º  | 92     |
| 1995    | Mild Seven Benetton Renault   | BRA 1   | ARG 3  | SMR Ret | ESP 1   | MON 1   | CAN 5   | FRA 1   | GBR Ret | GER 1   | HUN 11† | BEL 1   | ITA Ret | POR 2   | EUR 1   | PAC 1   | JPN 1   | AUS Ret |        |         |       | 1.º  | 102    |
| 1996    | Scuderia Ferrari S.p.A.       | AUS Ret | BRA 3  | ARG Ret | EUR 2   | SMR 2   | MON Ret | ESP 1   | CAN Ret | FRA DNS | GBR Ret | GER 4   | HUN 9†  | BEL 1   | ITA 1   | POR 3   | JPN 2   |         |        |         |       | 3.º  | 59     |
| 1997    | Scuderia Ferrari Marlboro     | AUS 2   | BRA 5  | ARG Ret | SMR 2   | MON 1   | ESP 4   | CAN 1   | FRA 1   | GBR Ret | GER 2   | HUN 4   | BEL 1   | ITA 6   | AUT 6   | LUX Ret | JPN 1   | EUR Ret |        |         |       | DSQ  | 78     |
| 1998    | Scuderia Ferrari Marlboro     | AUS Ret | BRA 3  | ARG 1   | SMR 2   | ESP 3   | MON 10  | CAN 1   | FRA 1   | GBR 1   | AUT 3   | GER 5   | HUN 1   | BEL Ret | ITA 1   | LUX 2   | JPN Ret |         |        |         |       | 2.º  | 86     |
| 1999    | Scuderia Ferrari Marlboro     | AUS 8   | BRA 2  | SMR 1   | MON 1   | ESP 3   | CAN Ret | FRA 5   | GBR DNS | AUT     | GER     | HUN     | BEL     | ITA     | EUR     | MYS 2   | JPN 2   |         |        |         |       | 5.º  | 44     |
| 2000    | Scuderia Ferrari Marlboro     | AUS 1   | BRA 1  | SMR 1   | GBR 3   | ESP 5   | EUR 1   | MON Ret | CAN 1   | FRA Ret | AUT Ret | GER Ret | HUN 2   | BEL 2   | ITA 1   | USA 1   | JPN 1   | MYS 1   |        |         |       | 1.º  | 108    |
| 2001    | Scuderia Ferrari Marlboro     | AUS 1   | MYS 1  | BRA 2   | SMR Ret | ESP 1   | AUT 2   | MON 1   | CAN 2   | EUR 1   | FRA 1   | GBR 2   | GER Ret | HUN 1   | BEL 1   | ITA 4   | USA 2   | JPN 1   |        |         |       | 1.º  | 123    |
| 2002    | Scuderia Ferrari Marlboro     | AUS 1   | MYS 3  | BRA 1   | SMR 1   | ESP 1   | AUT 1   | MON 2   | CAN 1   | EUR 2   | GBR 1   | FRA 1   | GER 1   | HUN 2   | BEL 1   | ITA 2   | USA 2   | JPN 1   |        |         |       | 1.º  | 144    |
| 2003    | Scuderia Ferrari Marlboro     | AUS 4   | MYS 6  | BRA Ret | SMR 1   | ESP 1   | AUT 1   | MON 3   | CAN 1   | EUR 5   | FRA 3   | GBR 4   | GER 7   | HUN 8   | ITA 1   | USA 1   | JPN 8   |         |        |         |       | 1.º  | 93     |
| 2004    | Scuderia Ferrari Marlboro     | AUS 1   | MYS 1  | BHR 1   | SMR 1   | ESP 1   | MON Ret | EUR 1   | CAN 1   | USA 1   | FRA 1   | GBR 1   | GER 1   | HUN 1   | BEL 2   | ITA 2   | CHN 12  | JPN 1   | BRA 7  |         |       | 1.º  | 148    |
| 2005    | Scuderia Ferrari Marlboro     | AUS Ret | MYS 7  | BHR Ret | SMR 2   | ESP Ret | MON 7   | EUR 5   | CAN 2   | USA 1   | FRA 3   | GBR 6   | GER 5   | HUN 2   | TUR Ret | ITA 10  | BEL Ret | BRA 4   | JPN 7  | CHN Ret |       | 3.º  | 62     |
| 2006    | Scuderia Ferrari Marlboro     | BHR 2   | MYS 6  | AUS Ret | SMR 1   | EUR 1   | ESP 2   | MON 5   | GBR 2   | CAN 2   | USA 1   | FRA 1   | GER 1   | HUN 8†  | TUR 3   | ITA 1   | CHN 1   | JPN Ret | BRA 4  |         |       | 2.º  | 121    |
| 2010    | Mercedes GP Petronas F1 Team  | BHR 6   | AUS 10 | MYS Ret | CHN 10  | ESP 4   | MON 12  | TUR 4   | CAN 11  | EUR 15  | GBR 9   | GER 9   | HUN 11  | BEL 7   | ITA 9   | SIN 13  | JPN 6   | RCO 4   | BRA 7  | ABU Ret |       | 9.º  | 72     |
| 2011    | Mercedes GP Petronas F1 Team  | AUS Ret | MYS 9  | CHN 8   | TUR 12  | ESP 6   | MON Ret | CAN 4   | EUR 17  | GBR 9   | GER 8   | HUN Ret | BEL 5   | ITA 5   | SIN Ret | JPN 6   | RCO Ret | IND 5   | ABU 7  | BRA 15  |       | 8.º  | 76     |
| 2012    | Mercedes AMG Petronas F1 Team | AUS Ret | MYS 10 | CHN Ret | BHR 10  | ESP Ret | MON Ret | CAN Ret | EUR 3   | GBR 7   | GER 7   | HUN Ret | BEL 7   | ITA 6   | SIN Ret | JPN 11  | RCO 13  | IND 22† | ABU 11 | USA 16  | BRA 7 | 13.º | 49     |
| Fuente: |                               |         |        |         |         |         |         |         |         |         |         |         |         |         |         |         |         |         |        |         |       |      |        |

| Predecesor: Alain Prost                        | Campeón de Fórmula 1 1994–1995                        | Sucesor: Damon Hill      |
| Predecesor: Mika Häkkinen                      | Campeón de Fórmula 1 2000, 2001, 2002, 2003, 2004     | Sucesor: Fernando Alonso |
| Predecesora: Selección de baloncesto de España | 21.º Premio Príncipe de Asturias de los Deportes 2007 | Sucesor: Rafael Nadal    |